# La Lastra de Santiago
La Lastra es una localidad española del municipio abulense de Santiago del Collado, en la comunidad autónoma de Castilla y León.

## Historia
Hacia mediados del siglo XIX, la localidad, perteneciente ya por entonces al término municipal de Santiago del Collado, era descrita como un lugar. Aparece descrita en el décimo volumen del Diccionario geográfico-estadístico-histórico de España y sus posesiones de Ultramar de Pascual Madoz de la siguiente manera:

LASTRA: l. de la prov. y dióc. de Avila, part. jud. de Piedrahita, térm. jurisd., y uno de los que componen el l. del Collado (Santiago del), en cuyo pueblo estan incluidas las circunstancias de su localidad, pobl. y riqueza. (V.).
(Madoz, 1847, p. 95)

En 2021 la localidad tenía 35 habitantes censados.